# فروش فرناندو
فروش فرناندو (انگلیسی: Fernando Sales؛ زادهٔ ۱۲ سپتامبر ۱۹۷۷) بازیکن فوتبال اهل اسپانیا است.
از باشگاه‌هایی که در آن بازی کرده‌است می‌توان به باشگاه فوتبال هرکولس، باشگاه فوتبال رئال بتیس، باشگاه فوتبال رئال وایادولید، باشگاه فوتبال لوانته، باشگاه فوتبال آلباسته بالومپیه، باشگاه فوتبال آلکورکون، باشگاه فوتبال سلتاویگو، و باشگاه فوتبال سویا اشاره کرد.